# エニルコナゾール
エニルコナゾール（Enilconazole）は、イミダゾール系防カビ剤の1つである。

## 作用機序
エニルコナゾールはステロールの合成の際に、脱メチル化を抑制する機序を有した殺カビ剤（DMI）に該当し、Fungicide Resistance Action Committee（FRAC）コード3に該当する。
細胞膜の安定性に関わるステロールの合成に関与するC14-デメチラーゼを阻害する事により、膜機能を阻害する。エニルコナゾールに耐性を有さない真菌に対して、エニルコナゾールは真菌の細胞の形態異常を引き起こし、最終的に死滅をもたらす。

## 用途
エニルコナゾールはヤンセン社の商品名「イマザリル（Imazalil）」としても知られている。
防カビ剤、農薬（殺菌剤）、あるいは動物用抗真菌薬として用いられる。
ただし、日本では農薬登録が無いため農薬として使用できない。しかし一方で、日本では食品添加物としては登録されており、ミカン以外の柑橘類・バナナ用の防カビ剤として扱われている。